# Dysalotus oligoscolus
Dysalotus oligoscolus és una espècie de peix de la família dels quiasmodòntids i de l'ordre dels perciformes.

## Etimologia
Dysalotus prové del mot grec dysalotos, -os, -on (molt difícil d'atrapar).

## Descripció
El cos, allargat, fa 22,6 cm de llargària màxima. 10-12 espines i 24-26 radis tous a les dues aletes dorsals i 1 espina i 24-27 a l'anal. 11-12 radis tous a les pectorals. Aletes pelvianes amb 1 espina i 5 radis tous. Absència d'aleta adiposa. Línia lateral no interrompuda.

## Alimentació
El seu nivell tròfic és de 3.

## Hàbitat i distribució geogràfica
És un peix marí, batipelàgic (a partir del 1.500 m de fondària), oceanòdrom i de clima tropical (33°N-49°S), el qual viu a les aigües tropicals i subtropicals dels oceans Atlàntic (15° 45′ S, 06° 06′ W), Índic i Pacífic (el Japó, Austràlia -Nova Gal·les del Sud i Tasmània-, Nova Zelanda i Mèxic -Baixa Califòrnia-).

## Observacions
És inofensiu per als humans i el seu índex de vulnerabilitat és de baix a moderat (34 de 100).